# Porwanie Europy (obraz Paola Veronesego)
Porwanie Europy (wł. Il ratto di Europa) – obraz włoskiego malarza renesansowego Paola Veronesego.
Obraz został namalowany w latach 1576–1580 dla Jacoba Contariniego. Do 1640 roku znajdował się w kolekcjach spadkobierców Contariego. Od 1733 roku znajdował się w pałacu Dożów. W 1797 roku został wywieziony do Paryża, gdzie poddano go renowacji i dokonano przemalówek. Obecnie stanowi część dekoracji w Sali di Anticollegio. Pokój ten spełniał rolę przedsionka do Sali Zgromadzeń (Sala del Collegio)

Motyw obrazu nawiązuje do mitu opowiadającego o miłości Zeusa do fenickiej księżniczki Europy. Zeus, zakochawszy się w Europie, przybrał postać białego byka i zjawił się na łące, miejscu zabaw księżniczki i jej towarzyszek. Europa, uwiedziona łagodnością i delikatnością byka, usiadła na jego grzbiecie, a ten, wykorzystując to, zerwał się do ucieczki, przepłynął morze i zatrzymał się dopiero w grocie położonej na wyspie Krecie. 

Ona widząc, że brzeg się oddala, przelękła się, jedną ręką za rogi się trzyma, drugą za grzbiet. Drży z lęku, a wiatr rozwiewa jej szaty. (Owidiusz, Metamorfozy)

Veronese główny motyw przedstawił z lewej strony, z prawej natomiast akcja rozwija się w poszczególnych etapach aż do momentu zanurzenia się byka w wodzie. W swoim stylu zapowiadającym nadchodzący barok, postacie przedstawił w pełnym przepychu i bogactwie kolorów. Światło na obrazie pada na roznegliżowaną Europę. W kompozycji i stylu obrazu można zauważyć przejście klasycznego świata renesansu do popularnej w XVII wieku arkadii. Veronese, przedstawiając kobiety w dworskich strojach, zapoczątkował proces gloryfikacji klasy panującej, utożsamiając ją ze światem mitologicznych bohaterów.